# Distretto di San Juan de Lopecancha
Il distretto di San Juan de Lopecancha è un distretto del Perù nella provincia di Luya (regione di Amazonas) con 553 abitanti al censimento 2007 dei quali 82 urbani e 471 rurali.
È stato istituito il 16 agosto 1920. Nella zona si trova il sito archeologico di Atumpucro, scoperto nel 2010.

## Località
Il distretto è formato dall'insieme delle seguenti località:
- San Juan de Lopecancha
- Pumachaca
- Rivera Alta
- Sumen
- Moras
- Puentecito
- San Antonio
- Santa Rosa
- Corral Pampa
- Triunfo
- Siogue
- Corral
- Oche Rural
- San Martin Del Mango
- Huaca Sirina